# Dick Southwood
Leslie Frank Southwood, detto Dick (Fulham, 18 gennaio 1906 – Long Wittenham, 7 febbraio 1986), è stato un canottiere britannico.

## Palmarès
- Giochi olimpici

Berlino 1936: oro nel due di coppia.